# Peugeot Quartz
Pour les articles homonymes, voir Peugeot et Quartz.
La Peugeot Quartz est un concept car SUV crossover coupé 2+2 PSA Hybrid, du constructeur automobile français Peugeot, présentée au Mondial de l'automobile de Paris 2014.

## Histoire
Ce concept car Peugeot est conçu par  Gilles Vidal (chef-designer Peugeot) et Matthias Hossann (futur chef-design Peugeot en 2020) évolution du Peugeot 3008 I de 2009, avec design sportif fastback, toit vitré, portes à ouverture en élytre antagoniste, intérieur en cuir, basalte, et textile à tissage numérique, 4 sièges baquets, et tableau de bord i-Cockpit.

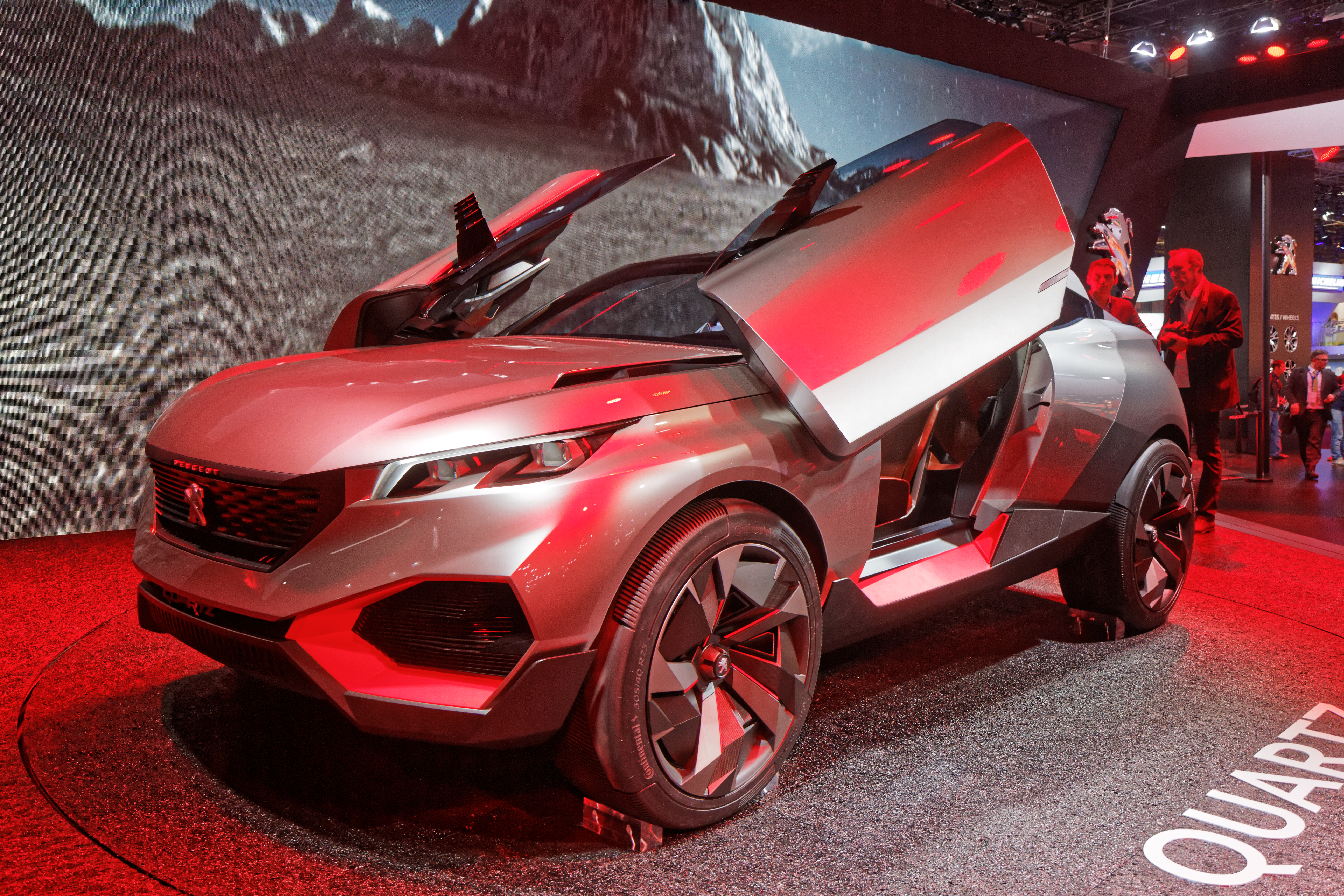
Première présentation au Mondial de l'automobile de Paris 2014.
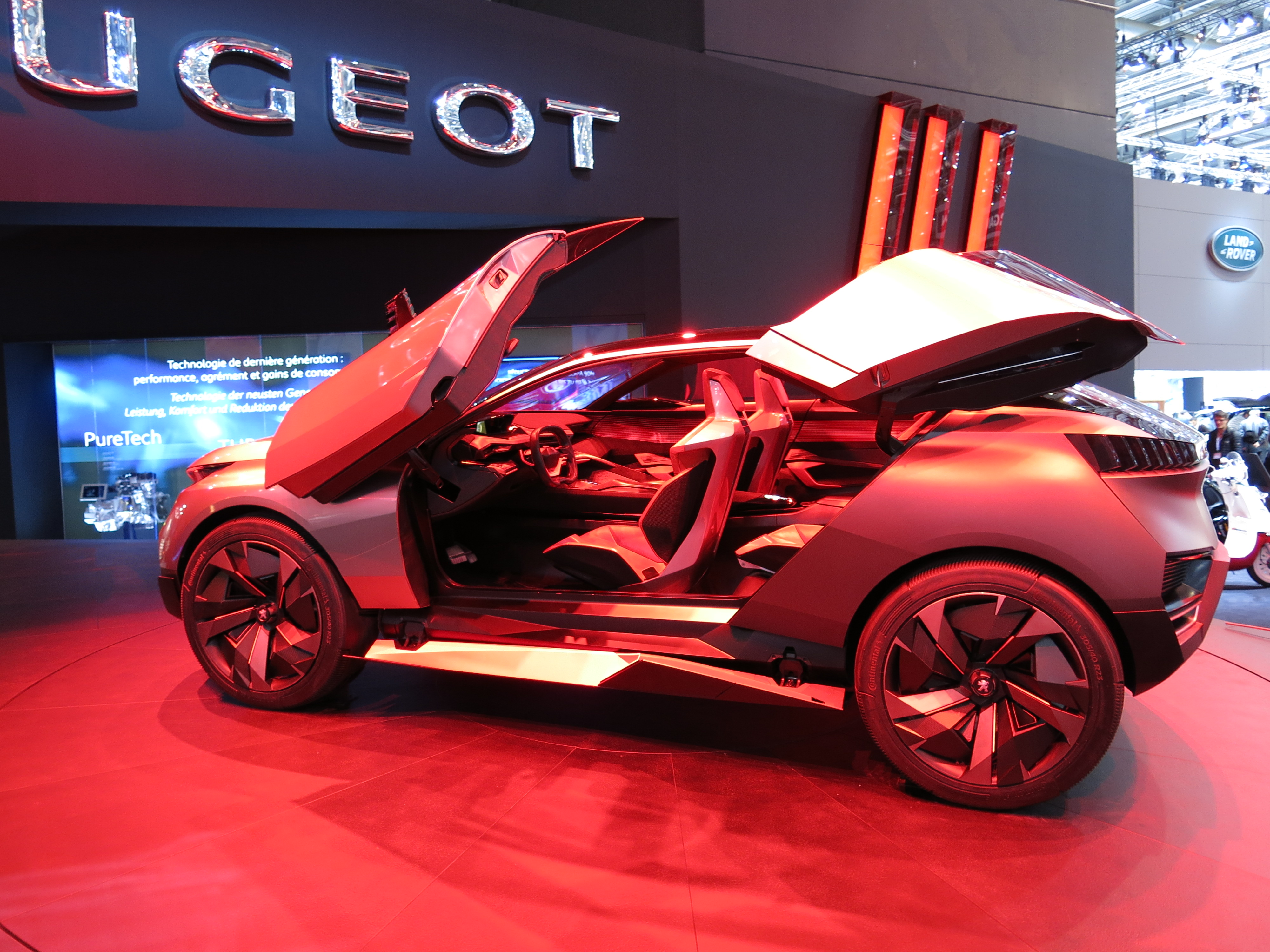
Au salon de Genève 2015
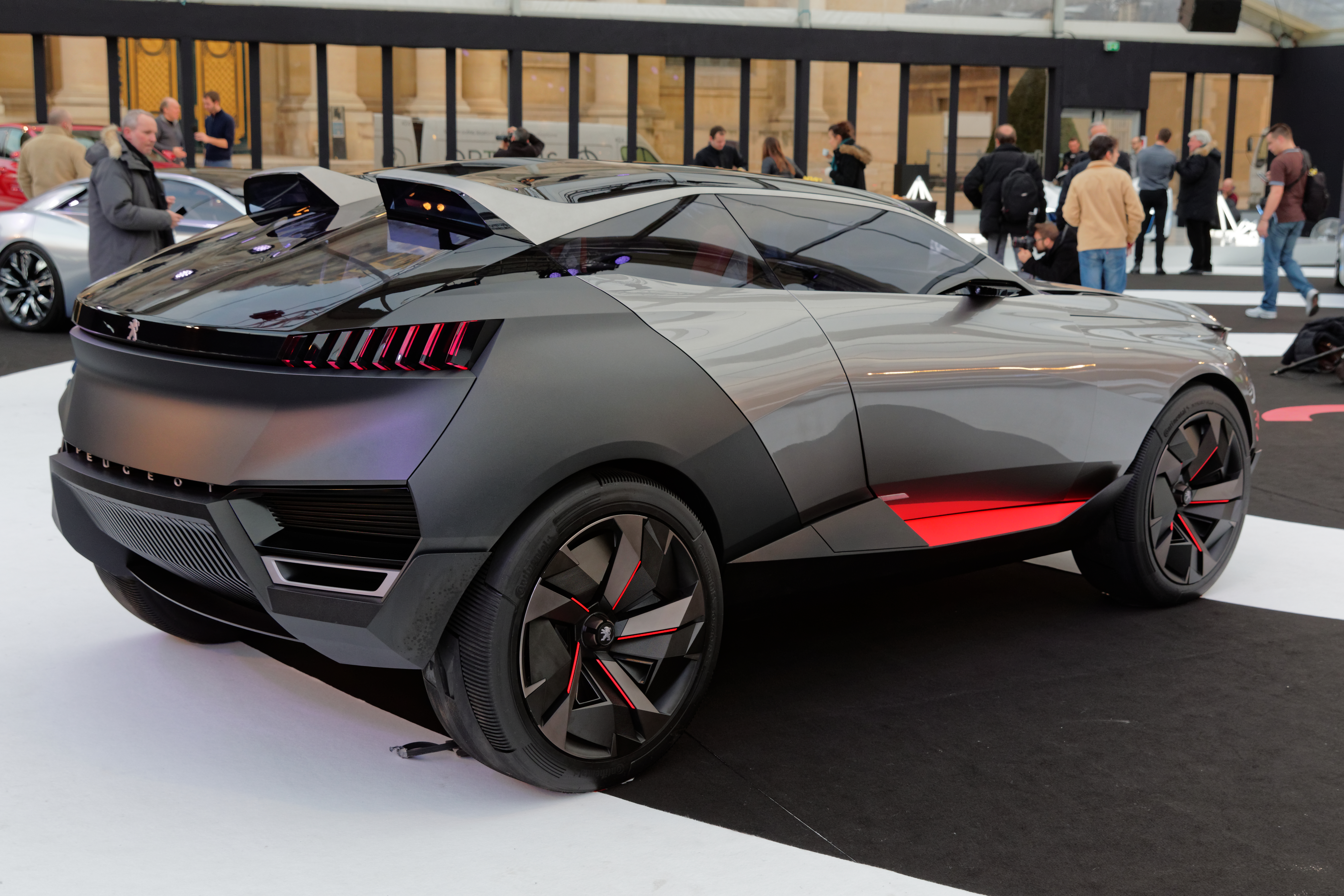
Au Festival automobile international 2015.

Il est présenté au public au mondial de l'automobile de Paris 2014, puis au salon de Shanghai 2015 avec de nouvelles couleurs. Sa robe grise aux inserts jaune ou rouge change à cette occasion pour un bleu-blanc évoquant la compétition automobile française et la 308 R HYbrid Concept de 2015. 

### Motorisation
La Peugeot Quartz partage sa motorisation PSA Hybrid avec la 308 R HYbrid Concept, avec un moteur essence-turbo Peugeot Sport 1.6 THP de Peugeot RCZ-R de 270 ch et deux moteurs électriques de 115 ch chacun, pour une puissance totale de 500 ch, et 50 km d'autonomie en mode électrique « ZEV » (zéro émission),.
Ce modèle préfigure les futures lignes stylistiques de Peugeot, et en particulier des Peugeot 3008 II de 2016 et 3008 III de 2023.